# Mnesarchos (vader van Pythagoras)
Mnesarchos (ook soms foutief Mnemarchos genoemd) was de zoon van Euphron of Euthyphron en de vader van Pythagoras.
Hij was vermoedelijk niet, of niet volledig, van Griekse origine. Volgens auteurs als Clemens van Alexandrië (Strom., I p. 300; Schol., ad Plat. Rep. p. 420, ed. Bekk.) Diogenes Laërtius (VIII 1.) en Porphyrius (Vit. Pyth. 1.2.) was hij van Tyrrheniër uit Lemnos of Imbros. Volgens deze bronnen zou hij ook een graveerder van ringen geweest zijn.
Volgens andere bronnen die onder andere bij Diogenes Laërtius genoemd worden (VIII 1.), heette de vader van Pythagoras Marmacus, zoon van Hippasus, afkomstig uit Phlius.

## Referentie
- W. Smith, art. Mnesarchus (1), in W. Smith (ed.), A dictionary of Greek and Roman biography and mythology, II, Boston, 1867, p. 1106.